# Sidney Painter
Sidney Painter (né le 23 septembre 1902 à New York et mort le 12 janvier 1960  à Baltimore) est historien médiéviste et un universitaire américain, professeur au département d'histoire de l'université Johns-Hopkins à Baltimore.

## Biographie
Né à New York, Sydney Painter étudie à la Taft School, puis à université Yale (AB 1925; PhD 1930). Il écrit plusieurs ouvrages importants. Sa thèse de doctorat est publiée en 1933 sous le titre William Marshal: Knight-Errant, Baron, and Regent of England, sous la supervision du professeur Sydney K. Mitchell de l'université Yale.
Il était membre de la Medieval Academy of America depuis 1953.
Sidney Painter meurt le 12 janvier 1960 à Baltimore à l'âge de 57 ans.

## Publications
- William Marshal: Knight-Errant, Baron, and Regent of England
- A History of the Middle Ages: 284-1500; publié par la suite sous le titre Western Europe in the Middle Ages 300-1475 en collaboration avec Brian Tierney.
- French Chivalry: Chivalric Ideas and Practices in Mediaeval France
- Feudalism and Liberty: Articles and Addresses
- The Scourge of the Clergy: Peter of Dreux, Duke of Brittany
- The Reign of King John
- Mediaeval Society
- The Rise of the Feudal Monarchies

## Crédit d'auteurs
- (en) Cet article est partiellement ou en totalité issu de l’article de Wikipédia en anglais intitulé « Sidney Painter » (voir la liste des auteurs).